# Сорбар
Сорбар је напуштено насеље које је 1931. ушло у састав насеља Марушићи у Републици Хрватској у Истарској жупанији. Административно је у саставу Града Буја.
Настанак насеља је највероватније везано за XVI век и насељавање овог подручја Словенима. Крај је био насељен и раније, о чему сведоче делови праисторијске керамике пронађени у оближњој шпиљи.
До напуштеног насеља Сорбар долази се узаном стазом од насеља Марушићи. У Собару се налазе две средњовековне црквице. Мала гробљанска црква св. Луције има на прочељу звоник на преслицу и мали трем подупрт са два осмоугаона ступа. Унутрашњост је врло једноставна с модерним олтаром у вишебојном мрамору. Слике св. Луције, св. Себастијана и Девице с Дететом потписана су F. Quajati,1872.

## Становништво
Према задњем попису становништва из 2001. године у насељу Сорбар није било становника.
Кретање броја становника по пописима 1857—2001.
| година пописа  | 1857. | 1869. | 1880. | 1890. | 1900. | 1910. | 1921. | 1931. | 1948. | 1953. | 1961. | 1971. | 1981. | 1991. | 2001. |
| бр. становника | 0     | 271   | 0     | 97    | 17    | 12    | 403   | 401   | 0     | 0     | 0     | 0     | 0     | 0     | 0     |

Напомена:Подаци су реконструисани тако што су од података за насеље Сорбар одузети подаци садашњих и бивших делова, а остатак је дао податке за бивше насеље Сорбар. Види напомену под Марушићи. (У 1869. и од 1890. до 1931. садржи податке за бивше насеље Сорбар)